# Castell de Penella
El castell de Penella, o castell de les Penelles, és una construcció que data de finals del segle xiii, i era senyor de Penella i Formigà, Ponç Guillem de Villafranca. Ubicat al terme municipal de Cocentaina, al Comtat.
Encara que es troba en ruïnes, mostra una magnífica vista de la seua torre major, de 12 metres d'alçada i adossada a la muralla. La seua planta és quadrada, amb fàbrica de maçoneria i tapial. S'observen també diversos trams del recinte emmurallat de la fortalesa, així com les restes d'altres torres i elements auxiliars. Prop del castell, s'han trobat vestigis de la mateixa època en què va ser construït el castell.
El castell, encara que sempre ha estat vinculat al terme municipal de Cocentaina, se situa a pocs metres de la veïna població de Benilloba. L'Ajuntament de Cocentaina es va fer càrrec de la seua restauració l'any 2003.

## En la cultura popular
En la rondalla d'Enric Valor anomenada Els guants de la felicitat, aquesta fortalesa hi apareix com la del senyor de Penella, Raül de Mataplana i la del seu fill Carles, i és un espai fonamental en el desenvolupament de la història.